# 1492
| 1492               |
| ------------------ |
| Dødsfald - Fødsler |
|                    |

| Gregoriansk kalender | 1492 MCDXCII            |
| Ab urbe condita      | 2245                    |
| Armensk kalender     | 941 ԹՎ ՋԽԱ              |
| Kinesiske kalender   | 4188 – 4189 辛亥 – 壬子 |
| Etiopisk kalender    | 1484 – 1485             |
| Jødisk kalender      | 5252 – 5253             |
| Hindukalendere       |                         |
| - Vikram Samvat      | 1547 – 1548             |
| - Shaka Samvat       | 1414 – 1415             |
| - Kali Yuga          | 4593 – 4594             |
| Iransk kalender      | 870 – 871               |
| Islamisk kalender    | 897 – 898               |

Konge i Danmark: Hans 1481-1513
Se også 1492 (tal)

## Begivenheder

### Januar
- 2. januar – De katolske monarker indtager Granada og afslutter reconquista’en. Dermed har de kristne fordrevet de sidste muslimer fra Spanien efter besættelsesperioden 711-1492

### Marts
- 14. marts - Dronning Isabella af Kastilien beordrer alle sine jødiske undersåtter til at konvertere til kristendommen eller blive forvist

### April
- 17. april - Christoffer Columbus skriver kontrakt med Spanien om at sejle til Asien efter krydderier

### Maj
- 30. maj - Kong Hans stadfæster magistratens ret til at kræve et pund peber af enhver udenlandsk kræmmer, som slår sig ned i København. Kræmmerne skal leve ugifte - som "pebersvende"

### Juli
- 20. juli – Pave Innocens 8. lægger krop til verdens første blodtransfusion, men dør kort efter

### August
- 3. august – Christopher Columbus står ud af Palos havn i Spanien med 3 små skibe Santa Maria, Pinta og Nina for at finde søvejen til Indien.
- 11. august – Alexander VI udråbes til pave

### Oktober
- 12. oktober – Christoffer Columbus går i land på Bahamas-øen San Salvador og genopdager derved Amerika
- 27. oktober - på sin første rejse til Den nye Verden opdager Columbus øen Cuba

### December
- 6. december – Christopher Columbus opdager den vestindiske ø Hispaniola.
- 31. december – Jøderne udvises fra Sicilien.

## Født
- 12. november - Johan Rantzau, dansk feltherre for Frederik I og Christian III (død 1565.)

## Dødsfald
- 25. juli - Innocens VIII, pave fra 1484 til sin død (født 1432).